# Teresa Teng
Deng Li Jun (xinès tradicional: 鄧麗君, xinès simplificat: 邓丽君, pinyin: Dèng Lìjūn; Baozhong, Taiwan, 29 de gener de 1953 - Chiang Mai, Tailàndia, 8 de maig de 1995) va ser una cantant pop taiwanesa, una de les més famoses entre les comunitats de parla xinesa i arreu de l'Àsia. Coneguda pel nom occidental Teresa Teng, va ser especialment popular entre els anys 70 i 90, fins a morir d'un atac respiratori sever.
El 1967 deixa els estudis i comença la carrera artística. Un any després signa el primer contracte discogràfic i el 1973 fa una primera gira al Japó, on té molt d'èxit i comença a gravar temes en japonés. A la Xina Popular va ser molt escoltada, sovint en cintes de cassette pirates.
Entre les seues cançons destaquen "Adéu estimat" (再見我的愛人), "Quan tornaràs?" (何日君再來), "La lluna representa el meu cor" (月亮代表我的心), o "Tian mi mi" (甜蜜蜜).
Abans de morir es va instal·lar a França, on vivia gràcies als royalties que generava la seua obra al Japó.